# Coelogyne susanae
Coelogyne susanae är en orkidéart som beskrevs av Phillip James Cribb och Beverley Ann Lewis.
Coelogyne susanae ingår i släktet Coelogyne och familjen orkidéer. Inga underarter finns listade i Catalogue of Life.